# Grundmoräne
Eine Grundmoräne ist eine glaziale Aufschüttungslandschaft, die unter Gletschern oder unter Inlandeis entsteht. Sie ist Bestandteil der Glazialen Serie. Das typische Sediment der Grundmoräne ist der Geschiebemergel, den der Gletscher ablagerte.

## Ablagerungen
Gletscher führen große Mengen an Moränenmaterial in Form von Kies, Sand, Schluff und Ton mit. Dieses wird am Grund unsortiert abgelagert und kommt beim Abschmelzen des Eises zum Vorschein. Je nach seinem Gehalt an Karbonat wird das Ergebnis der Sedimentation als Geschiebelehm oder Geschiebemergel bezeichnet. Auch sehr große Gesteinsbrocken (Geschiebe/Blöcke) konnten durch die vordringenden Gletscher während der verschiedenen Eisvorstöße über sehr weite Strecken transportiert werden. Besonders große Steine, die vereinzelt in der sonst flachwelligen Landschaft liegen, werden Findlinge genannt.

## Oberflächenform
Die typische Grundmoräne besitzt eine flachwellige Oberfläche mit relativ geringen Höhenunterschieden. Im Allgemeinen sind die Grundmoränen des Altmoränenlandes noch reliefärmer als die des Jungmoränenlandes. Es gibt aber auch dort extrem flache (z. B. das Kulmerland in Polen) oder sehr hügelige (z. B. nördlich von Chorin/Brandenburg) Grundmoränengebiete. Typisch für die Grundmoränen der Jungmoränenlandschaft sind weiterhin zahlreiche geschlossene Hohlformen, die Sölle.
Wegen der meist fruchtbaren Böden, die aus Geschiebemergel entstehen, werden Grundmoränenflächen in Mitteleuropa heute vor allem als Acker genutzt.
Weitere Formen, die sich oft in Grundmoränenlandschaften finden, sind Drumlins, glaziale Rinnen und Oser.

## Verbreitung
Grundmoränenlandschaften sind in Norddeutschland und im Alpenvorland sehr weit verbreitet. Sie entstanden während der wiederholten Vergletscherungen im Eiszeitalter. Die Grundmoränen liegen im Alpenvorland in den weiten Gletscherzungenbecken und werden oft von den Endmoränen umrahmt. In Norddeutschland nehmen sie nördlich der Endmoränenzüge sehr große Flächen ein.

## Verwendung der Begriffe Grundmoräne und Geschiebemergel
In der Fachliteratur ist es üblich geworden, den Begriff Grundmoräne nur noch auf die Landschaftsform, die unter dem Gletschereis entsteht, zu beziehen. Das Material (Sediment) selbst hingegen, welches unter dem Gletscher abgelagert wird, wird als Geschiebemergel oder Till bezeichnet.